# Grml
Grml /ˈɡrɛməl/是一個基於Debian的Linux作業系統。它能夠在Live CD上運作，但也支持隨身碟。Grml很適合系統管理員與進行一般文書工作的使用者。它包含了X Window系統以及簡單的視窗管理員，例如wmii、fluxbox與openbox。这讓它可以運作一些圖形介面應用程式，例如Mozilla Firefox。
Grml的預設shell為zsh。

## 功能特性
Grml搭載系統管理工具、安全與網絡相關軟件、數據恢復與取證工具、編輯器、shell以及許多文書工具。此外，Grml關注於網頁可訪問性，提供了對螢幕閱讀器的內核支持以及一些相關軟件，例如brltty、emacspeak和flite。
Grml的另一特性是其以zsh作爲登錄時的默認shell程序。經Grml定製的zsh配置可以從其項目倉庫中檢索。
從2009年早些時候開始，Grml分發的ISO映像就包含了MirOS bsd4grml。後者是一個最小化的MirOS BSD分支。在代號爲「Lackdose-Allergie」的2009.05版本之後，Grml的ISO映像支持直接寫入USB閃存碟、CF/SD卡、硬盘等存儲介質並直接從其中啓動。從2010.12版本起，Grml默認使用ISOLINUX作爲bootloader，提供了一致的菜單。